# 사천택

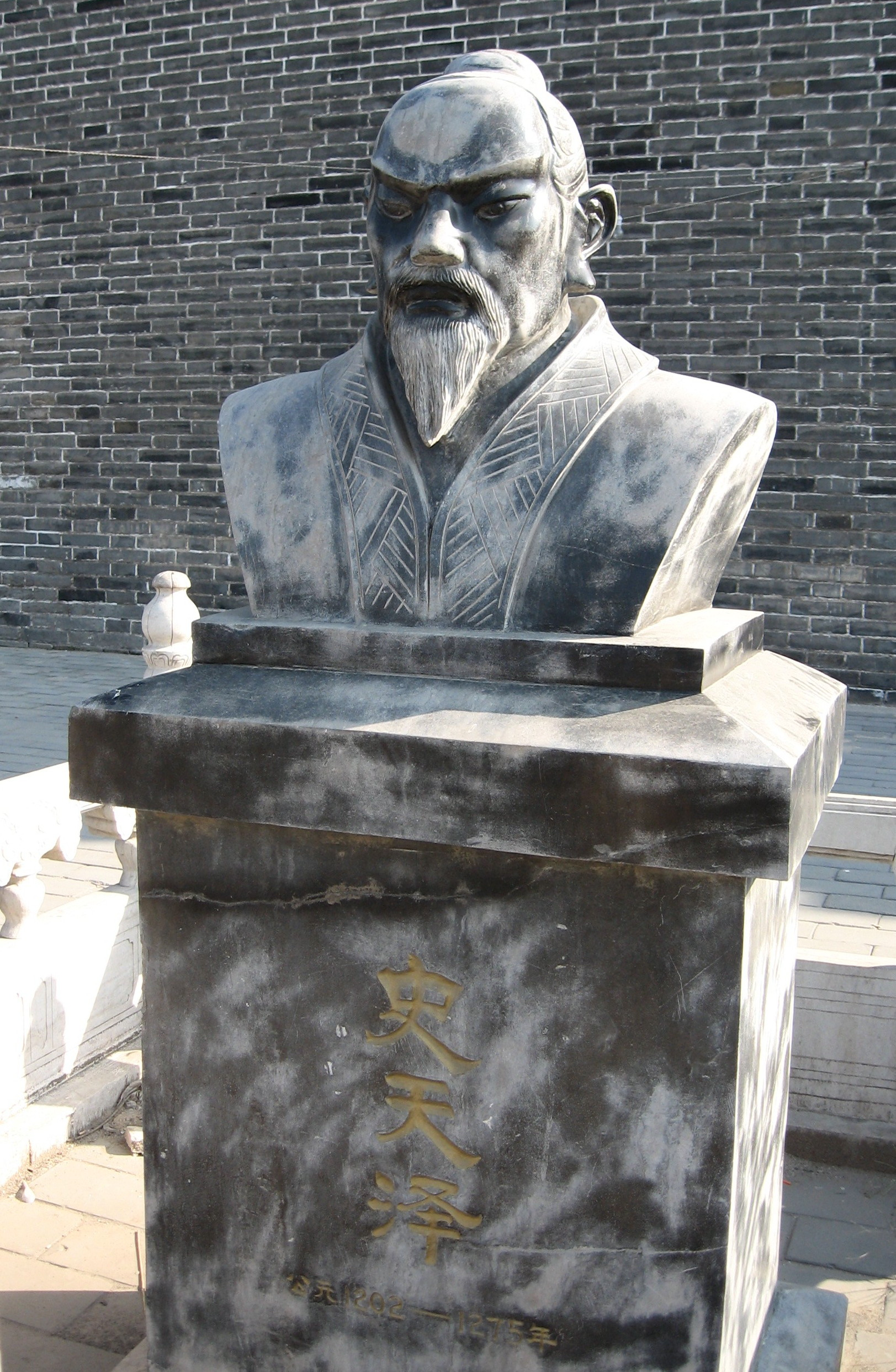

사천택(史天澤, 1202년 ~ 1275년 3월 5일)은 몽골 제국 ~ 원나라 초기의 인물이다. 자는 윤보(潤甫)이다. 그는 한족이었다.
그는 1202년 허베이에서 금나라의 호족 사병직(史秉直)의 아들로 태어났다.
1213년 칭기즈 칸이 금나라를 침공했을 때 아버지가 몽골 제국에 투항하여 그도 그의 형과 함께 자연히 몽골 제국의 사람이 되었다.
후에 그는 자라서 아버지와 형에 이어 몽골 제국의 무장이 되었으며 칭기즈칸의 아들 툴루이와 가깝게 지냈다.
그는 몽골 제국의 장수로 활약하면서 칭기즈 칸, 우구데이 칸, 귀위크 칸, 몽케 칸, 쿠빌라이 칸을 차례로 섬겼다.
1260년 쿠빌라이 칸이 원나라를 세우자 그는 재상이 되었으며 1275년에 남송을 정복하려다 74세의 나이로 병사하고 만다.